# Тодор Кулев
Тодор Генов Кулев е български политик от Демократическия сговор и юрист. Професор по наказателно право и наказателно съдопроизводство.

## Биография
Роден е в Габрово на 27 септември 1878 г. През 1897 – 1898 г. следва във Военно-медицинската академия в Санкт Петербург. След това до 1904 г. следва право в Берн, Страсбург и Санкт Петербург.
Между 1905 и 1910 г. адвокатства във Велико Търново. От 1911 г. е доцент по наказателно право, а от 1916 г. и професор в Софийския университет, преподавал е наказателно право и административно право в Свободния университет за политически и стопански науки (днес УНСС). Бил е и член на Академичния съвет и заместник-ректор на същия университет. През 1921 г. основава заедно със съмишленици Народния сговор. През 1923 г. участва в деветоюнския преврат. От 1923 до 1925 г. е един от ръководителите на Демократическия сговор. В периода 1926 – 1930 г. е министър на правосъдието.
Умира на 23 ноември 1942 г. в София.